# Atractodes ruficollis
Atractodes ruficollis är en stekelart som beskrevs av Jussila 1979. Atractodes ruficollis ingår i släktet Atractodes och familjen brokparasitsteklar. Inga underarter finns listade.